# فيلق الجيش الملكي النسائي
فيلق الجيش الملكي النسائي أو فيلق الجيش الملكي للمرأة (WRAC) الفيلق الذي يضم جميع النساء في الجيش البريطاني في الفترة من 1949 إلى 1992، باستثناء الضباط المختصات بأعمال الطب، طب الأسنان، الطب البيطري (حيث يشتركوا مع الرجال في نفس الفيلق)، فيلق ألستر الدفاعي (الذي قام بتجنيد النساء منذ عام 1973) والممرضات (الذين ينتمون إلى فيلق الملكة الكساندرا التمريضي الملكي في الجيش).

## التاريخ
تم تشكيل فيلق الجيش الملكي النسائي في 1 فبراير 1949 بموجب أمر رقم 6 للجيش خلفا للخدمات الإقليمية المساعدة (ATS) التي تم تأسيسها في عام 1938. كان الهدف الأساسي من إنشاءها هو توفير خدمات الدعم الإداري وغيرها. في مارس 1952، تم توحيد صفوف الجيش الملكي البريطاني (WRAC)، الذي كان في السابق فيلقا ثانويًا مع بقية الجيش البريطاني.
في عام 1974، قُتل جنديان من الفيلق على يد الجيش الجمهوري الأيرلندي المؤقت في تفجيرات حانة غيلدفورد.
في أكتوبر 1990، تم نقل مجندات الفيالق الأخرى إلى فيلق الجيش الملكي للمرأة، بينما تم حل الفيلق في أبريل 1992 إلى كتائبهم مرة أخرى مثل فيلق الشرطة العسكرية الملكية، فيلق أركان الجيش الملكي، فيلق الجيش الملكي، فيلق الجيش القانوني. كما تم إلغاء منصب المدير، الذي كان يحمل رتبة قائد اللواء. كانت أخر من حمل اللقب هي قائد اللواء باتريشيا بورفيس.

## المناصب العليا
كانت أعلى رتبة متاحة لضابط في الخدمة تلك الفيلق هي رتبة قائد اللواء، التي يشغلها مدير فيلق الجيش الملكي النسائي، بينما كان المراقب المالي عضوا من العائلة البريطانية المالكة كعضو شرفي. شغلت ماري الأميرة الملكية وكونتيسة هاروود المنصب من عام 1949 إلى وفاتها في عام 1965 (حيث بدأت من رتبة جنرال تم ترقيتها بعد ذلك إلى رتبة فريق أول في 23 نوفمبر 1956 بينما حازت كاثرين، دوقة كينت منصب المدير في الفترة ما بين عام 1967 إلى عام 1992 (برتبة لواء).

## قائمة المديرين
القائمين بأعمال الإدارة للجيش الملكي النسائي هم:
- قائد اللواء ماري ماري تيرويت، في الفترة ما بين عامي 1949-1950.
- قائد اللواء ماري ماري كولشيد، في الفترة ما بين عامي 1950-1954.
- قائد اللواء ماري ماري ريلتون، في الفترة ما بين عامي 1954-1957.
- قائد اللواء ماري ماري كولفين، في الفترة ما بين عامي 1957-1961.
- قائد اللواء جان جين ريفيت دري، في الفترة ما بين عامي 1961-1964.
- قائد اللواء جوان جوان هندرسون، في الفترة ما بين عامي 1964-1967.
- قائد اللواء ماري ماري أندرسون، في الفترة ما بين عامي 1967-1970.
- قائد اللواء شيلا هيني، في الفترة ما بين عامي 1970-1973
- قائد اللواء إيلين نولان، في الفترة ما بين عامي 1973-1977
- قائد اللواء آن فيلد، في الفترة ما بين عامي 1977-1982
- قائد اللواء هيلين ميتشي، في الفترة ما بين عامي 1982-1986
- قائد اللواء شيرلي نيلد، في الفترة ما بين عامي 1986-1989
- قائد اللواء جايل رامزي، في الفترة ما بين عامي 1989-1992
- قائد اللواء جوان رولستون، في الفترة ما بين عامي 1992-1994.

## الفليق
تكون فيلق الجيش الملكي النسائي من فرقة عسكرية نسائية بالكامل.

## الاجتماعات
تنظم مؤسسة الجيش الملكي النسائي اجتماعات بصورة دائمة لتعزيز التضامن بين أعضائه السابقين والحاليين.

## وصلات خارجية
- نبذة عن فيلق الجيش الملكي النسائي.
- فيلق الجيش الملكي النسائي - متحف الجيش الوطني.